# Liceul Teoretic „Mihai Eminescu” din Bălți
Liceul Teoretic „Mihai Eminescu” din Bălți și-a început activitatea în incinta Școlii românești de cîntăreți, care la  1 octombrie 1944 a devenit Școala moldovenească nr.1. Această instituție se afla pe strada Frunze, nr.2 (în prezent strada G. Coșbuc). În 1954 Școala moldovenească nr.1 se transferă în clădirea actuală, iar cea veche revine Facultății de Limbi străine a Institutului învățătoresc din Bălți.
În 2013, liceul a fost decorat cu Ordinul de Onoare de către Președintele Republicii Moldova Nicolae Timofti.